# 青年路街道 (临清市)
青年路街道，是中华人民共和国山東省聊城市临清市下辖的一个乡镇级行政单位。

## 行政区划
青年路街道下辖以下地区：
九龙街社区、龙华街社区、顺河街社区、窑口街社区、古楼南街社区、曹岗街社区、育新街社区、济津街社区、职工新村街社区、新华南街社区、临馆街社区、龙山南街社区、南关街社区、南厂街社区、车营街社区、东夹道街社区、西夹道街社区、会通街社区、马市街社区、前关街社区、后关街社区、光明街社区、考棚街社区、窑口社区、夹道社区、南厂社区、车营社区、南关社区、朱庄社区、寺上社区、唐庄社区、房村厂社区、车庄社区、西窑社区、东窑社区、陈厂社区、张堂社区、马庄社区、付庄社区、于楼社区、李堂社区、江庄社区、姬家庄社区、孙庄社区、汪庄社区、前大水坑社区、十里坞社区、后大水坑社区、贾庄社区、兴庄社区、后里官庄社区、北里官庄社区、东里官庄社区、南里官庄社区、西鸭寨社区、东鸭寨社区、薛店社区、土桥社区、河洼社区、三里堡社区、胡家湾社区、小三里社区、北关社区、大三里社区、于林头社区、西旧县社区、东旧县社区、西十里长屯社区、东十里长屯社区、吴刘庄社区和教场社区。